# Schlaubetal
Schlaubetal är en kommun i Landkreis Oder-Spree i förbundslandet Brandenburg i Tyskland. 
Kommunen ingår i kommunalförbundet Amt Schlaubetal tillsammans med kommunerna Grunow-Dammendorf, Mixdorf, Müllrose, Ragow-Merz och Siehdichum.
Kommunen bildades 26 oktober 2003 genom en sammanslagning av de tidigare kommunerna Bremsdorf, Fünfeichen och Kieselwitz.